# Victorio & Lucchino

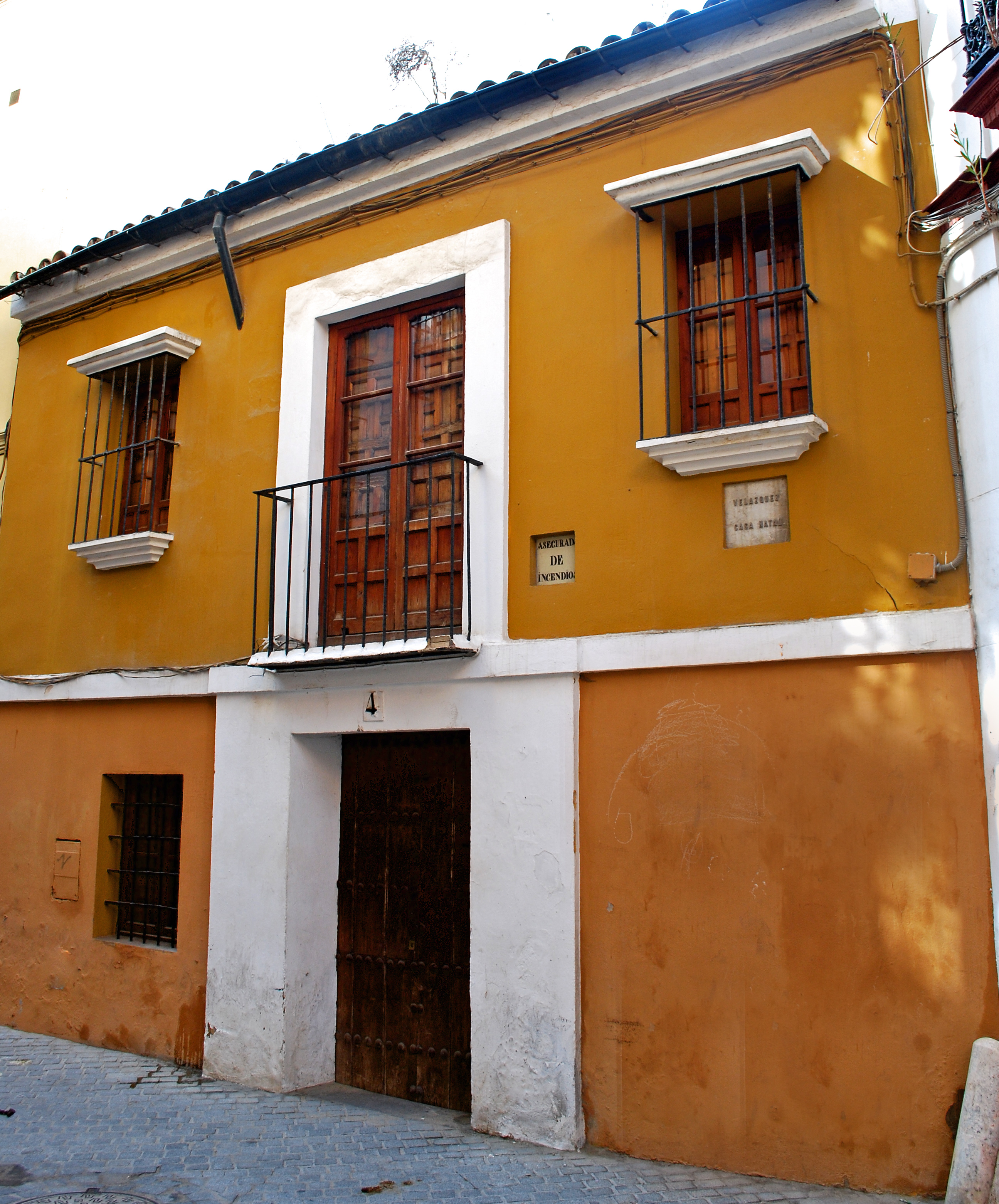
La casa natal de Velázquez a Sevilla, seu de Victorio & Lucchino entre 1985 i 2017.

Victorio & Lucchino és una signatura de moda andalusa (Espanya), que pren el seu nom dels seus creadors, Victorio, José Víctor Rodríguez Caro (2 d'abril de 1950, Palma del Riu), i Lucchino, José Luis Medina del Corral (21 de gener de 1954, Sevilla).
Van començar la seva trajectòria en el món de la moda a finals de la dècada de 1970, a la ciutat de Sevilla. La trobada professional de tots dos es va produir en el departament de disseny de l'empresa Disart de Sevilla. Arran d'aquesta relació laboral, van decidir independitzar-se i obrir una botiga a la capital andalusa on van comercialitzar els seus primers dissenys. El 1985 van dissenyar la seva primera col·lecció, que van presentar en una desfilada a Nova York.
A partir de llavors i amb la creació de la Passarel·la Cibeles, van començar a presentar les seves dues col·leccions de prêt-à-porter cada any.
El 1984, després d'observar la gran demanda dels seus vestits de núvia, van decidir crear la seva primera col·lecció i presentar-la en una desfilada a Barcelona.
El1992, amb la intenció de diversificar el seu negoci, van llançar el seu primer perfum per a dona, Carmen, en col·laboració amb la companyia de moda espanyola Puig. Recentment s'han iniciat en el disseny de joies. A més, el seu amor a l'art i la cultura els ha portat a col·laborar en produccions teatrals i cinematogràfiques, com les obres 'Erma' o 'La Celestina', i la pel·lícula 'El guardaespatlles', on Whitney Houston portava un vestit dissenyat per ells.
Van ser els autors de l'interior de la cinquena planta de l'Hotel Puerta América de Madrid (Espanya), una obra col·lectiva d'arquitectura i disseny internacional inaugurada el 2005.

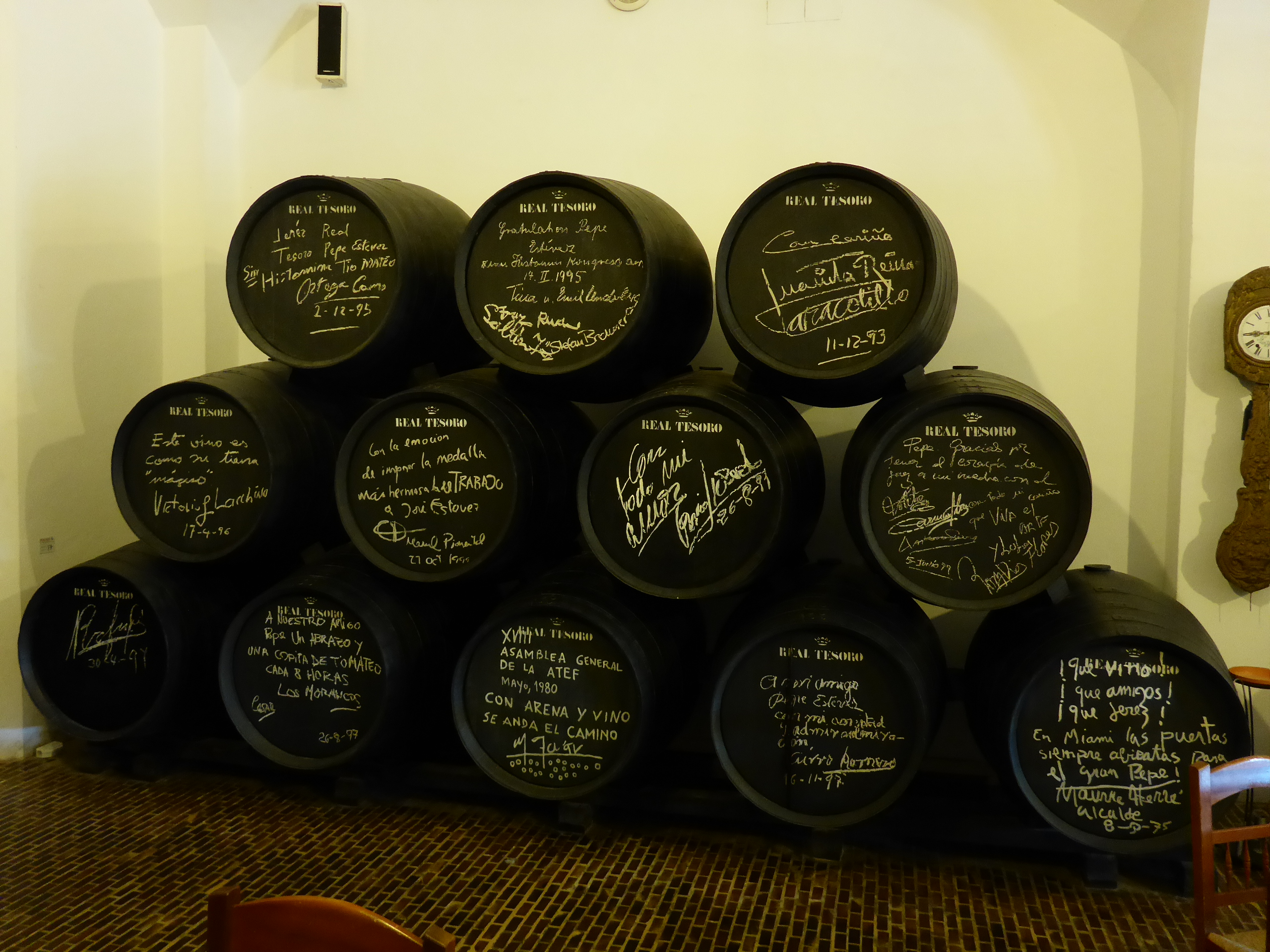
Barril dedicat, al centre a l'esquerra

Les seves creacions no sols es coneixen a Espanya, sinó que s'estenen per tot el món en països com el Japó, Alemanya, Itàlia, França, els Països Baixos o els Estats Units.
A més de parella professional, José Víctor Rodríguez i José Luis Medina són parella sentimental, contraient matrimoni en Carmona, el març de 2007.

## Casa natal de Velázquez
La casa natal del pintor Diego Velázquez, a Sevilla, ha estat la seu de Victorio & Lucchino durant 32 anys, entre 1985 i 2017.
Els modistes van perdre la propietat de l'immoble el febrer de 2017 després que el jutjat del Mercantil número 1 de Sevilla autoritzés la dació en paga del cèntric edifici per a salvar part del deute que mantenien els dissenyadors andalusos.